# Christopher Bonsu Baah
Christopher Bonsu Baah (Ghana, 14 de diciembre de 2004) es un futbolista ghanés que juega de delantero en el Al-Qadisiyah F. C. de la Liga Profesional Saudí.

## Trayectoria
Se incorporó al Sarpsborg 08 FF procedente del Accra Shooting Stars de la segunda división ghanesa en marzo de 2023. El conjunto noruego declaró en su anunció que Bonsu Baah había estado a prueba anteriormente con el Borussia Dortmund, el F. C. Midtjylland, el F. C. Barcelona y el Manchester United F. C..
Marcó su primer gol con el Sarpsborg en la victoria por 3-1 contra el Aalesunds FK, y sus impresionantes actuaciones con el club le valieron un puesto en la lista de candidatos al Golden Boy de 2023.
El 6 de julio de 2023, sólo cuatro meses después de fichar por el Sarpsborg, firmó un contrato de cinco años con el K. R. C. Genk.

## Estilo de juego
Extremo derecho zurdo, también capaz de jugar como centrocampista ofensivo, lideró la Eliteserien noruega con 57 regates acertados y 10 ocasiones creadas, durante su etapa en el Sarpsborg.

## Estadísticas

### Clubes
Actualizado al último partido disputado el 28 de febrero de 2025.
| Club                      | Div.          | Temporada     | Liga  | Liga  | Liga   | Copas nacionales | Copas nacionales | Copas nacionales | Copas internacionales | Copas internacionales | Copas internacionales | Total | Total | Total  |
| Club                      | Div.          | Temporada     | Part. | Goles | Asist. | Part.            | Goles            | Asist.           | Part.                 | Goles                 | Asist.                | Part. | Goles | Asist. |
| ------------------------- | ------------- | ------------- | ----- | ----- | ------ | ---------------- | ---------------- | ---------------- | --------------------- | --------------------- | --------------------- | ----- | ----- | ------ |
| Sarpsborg 08 FF · Noruega | 1.ª           | 2023          | 12    | 1     | 1      | 3                | 0                | 1                | ―                     | ―                     | ―                     | 15    | 1     | 2      |
| Sarpsborg 08 FF · Noruega | Total club    | Total club    | 12    | 1     | 1      | 3                | 0                | 1                | 0                     | 0                     | 0                     | 15    | 1     | 2      |
| K. R. C. Genk · Bélgica   | 1.ª           | 2023-24       | 34    | 1     | 1      | 2                | 1                | 0                | 11                    | 0                     | 1                     | 47    | 2     | 2      |
| K. R. C. Genk · Bélgica   | 1.ª           | 2024-25       | 26    | 3     | 3      | 5                | 0                | 0                | —                     | —                     | —                     | 31    | 3     | 3      |
| K. R. C. Genk · Bélgica   | Total club    | Total club    | 60    | 4     | 4      | 7                | 1                | 0                | 11                    | 0                     | 1                     | 78    | 5     | 5      |
| Total carrera             | Total carrera | Total carrera | 72    | 5     | 5      | 10               | 1                | 1                | 11                    | 0                     | 1                     | 93    | 6     | 7      |